# 1572
Évszázadok: 15. század – 16. század – 17. század
Évtizedek: 1520-as évek – 1530-as évek – 1540-es évek – 1550-es évek – 1560-as évek – 1570-es évek – 1580-as évek – 1590-es évek – 1600-as évek – 1610-es évek – 1620-as évek
Évek: 1567 – 1568 – 1569 – 1570 –  1571 – 1572 – 1573 – 1574 – 1575 – 1576 – 1577

## Események

### Határozott dátumú események
- április 1. – Kitör a németalföldi szabadságharc.
- május 14. – Pápává választják Ugo Buoncompagnit, Viesti püspökét, aki a XIII. Gergely nevet vette fel.[1]
- július 7. – II. Zsigmond Ágost lengyel király halálával kihal a Jagelló-ház.[2]
- július 30. – Egy török-tatár sereg Moszkva ellen vonulva, I. Devlet Giráj krími kán vezérletével, mikor Molodinál az oroszok útjukat állják.
- augusztus 3. – A törökök és a tatárok ismeretlen okokból pánikba esnek és fejvesztve menekülnek a molodi csatatérről. Ezzel megszűnik a Moszkvát fenyegető közvetlen veszély.
- augusztus 23-áról augusztus 24-ére virradóan a katolikus liga megrendezi a Szent Bertalan-éji vérfürdőt Párizsban és vidékén.[3]
- október 27. – Fejérkövy István knini püspök kerül a veszprémi egyházmegye élére.

### Határozatlan dátumú események
- január – Parasztháború Horvátországban: Stubica környékén a parasztok fellázadnak az őket sanyargató földesúr és a helyi végvári kapitány ellen. Vezérük Gubecz Máté. A lázadás futótűzként terjed egész Horvát-Szlavónországon, átcsap Krajna és Stájerország területére.
- az év folyamán – 
  - Francis Drake privatéri megbízást kap Erzsébet királynőtől. (Drake számára ez felhatalmazást jelentett arra, hogy a spanyol király birtokait fosztogassa.)[4]

## Az év témái

### 1572 a tudományban
- Tycho Brahe egy szupernóvát kísért figyelemmel.

### 1572 az irodalomban
- Először publikálják Luís de Camões portugál költő A Lusiadák című hőskölteményét.[5]

## Születések
- február 22. – Kollonich Siegfried Ferdinánd, dunáninneni főkapitány, a lévai és a lednicei uradalom, illetve Sárospatak birtokosa. († 1623)
- március 20. – Báthory Zsigmond erdélyi fejedelem, Báthory István lengyel király unokaöccse († 1613)
- április 14. – Adam Tanner, osztrák jezsuita szerzetes, a matematika és filozófia professzora († 1632)
- június 11. – Ben Jonson, angol drámaíró, költő és színész († 1637)
- szeptember 27. – Francis van Aarssens, holland diplomata († 1641)
- november 8. – János Zsigmond, brandenburgi választófejedelem († 1619)
- november 25. – Daniel Sennert német kémikus, orvos, alkimista († 1637)
- december 31. – Go-Józei, a 107. japán császár († 1617)
- Bizonytalan dátum
  - Go-Józei, a 107. japán császár († 1617)
  - Johann Bayer, német jogász, csillagászati térképész († 1625)
  - John Donne, angol költő († 1631)
  - Thomas Tomkins, walesi származású angol zeneszerző († 1656)

## Halálozások
- május 1. – V. Pius pápa (* 1504)[6]
- július 7. – II. Zsigmond Ágost lengyel király (* 1520)
- augusztus 24. – Gaspard de Coligny francia tengernagy (* 1519)
- november 23. – Agnolo di Cosimo itáliai festőművész, költő (* 1503)
- május – Szegedi Kis István magyar református teológus (* 1505)